# Ad Parnassum
Ad Parnassum  è un dipinto a olio su tela di Paul Klee realizzato nel 1932. È attualmente esposto al Kunstmuseum a Berna.

## Descrizione
Nel 1926, sei anni prima della realizzazione di Ad Parnassum, Klee soggiorna in Italia e rimane profondamente colpito dai mosaici delle basiliche paleocristiane di Ravenna, da allora i suoi dipinti assumono una fisionomia nuova caratterizzata da una tecnica "neodivisionista" costituita da pennellate puntiformi poste a formare una fitta e omogenea tessitura cromatica.
Nella tela Ad Parnassum rivive lo splendore dei mosaici bizantini con minuscole pennellate dense di colore che immergono l'immagine in una luce particolare, accesa e viva; segnata da tonalità azzurro-verdi e giallo-arancio che appaiono in continuo movimento: come un raggio di luce che si riflette su uno specchio infranto.
Il disegno risulta spezzato da linee rette e oblique, che tracciano, in secondo piano, la sagoma di una collina di forma piramidale, affiancata da un sole che sorge di un vivido arancione.
"Il soggetto era il mondo, se pure non questo mondo visibile" scriverà Klee nei suoi diari riguardo al dipinto.
Nel quadro Klee vuole trascendere il mondo fenomenico ma a differenza di Vassily Kandinsky (che recede ogni legame con il mondo reale per sfociare in un assoluto astrattismo) non perde ogni contatto con il mondo che ci circonda e rappresenta il paesaggio come un semplice ricordo, frammentato, definito da cromatismi e caratterizzato da una complessiva armonia, simile a quella delle melodie musicali che ben conosceva da abile violinista.
E ancora, osserva il mondo con gli occhi di un fanciullo, componendo la realtà in tante macchie di colore, rappresentando ciò che meglio lo aveva impresso (fulgidi colori, il sole di un arancio acceso)